# 威氏雙線䲁
威氏雙線䲁（學名：Enneapterygius williamsi），為輻鰭魚綱䲁形目三鰭䲁科雙線䲁屬的一個種，是由Ronald Fricke於1997年所描述，分布於中西太平洋新喀里多尼亞、東加、萬那杜海域，深度0至10公尺，本魚體型小呈圓柱狀，眼眶上具有觸鬚，頸背無觸鬚，雄魚顏色為深灰色，帶有淺灰色斑點，眼睛下方有一條細長的白色條紋，鰭半透明，有灰色斑點，雌魚相對顏色較淺並且在前部具有2條不明顯的深色條紋，背鰭3個，雌魚第一背鰭比第二背鰭短一半，背鰭硬棘14-17枚、背鰭軟條7-10枚、臀鰭硬棘1枚、臀鰭軟條16-20枚，體長可達3.3公分，棲息在岩礁區，雌魚產附著性卵在藻類築的巢，雄魚會守護卵，幼魚為浮游性，生活習性不明。